# Neptis khasiana
Neptis khasiana är en fjärilsart som beskrevs av Moore 1872. Neptis khasiana ingår i släktet Neptis och familjen praktfjärilar. Inga underarter finns listade i Catalogue of Life.